# Шведерский, Анатолий Самойлович
Анато́лий Само́йлович Шведе́рский (6 мая 1924, Ленинград — 8 июня 2008, Санкт-Петербург) — театральный педагог и актёр.

## Биография
Родился 6 мая 1924 года в Ленинграде, в семье инженера-электрика Самуила Иосифовича Ривоша (1884—1942) и педагога-методиста, преподавателя французского языка Маргариты Эмильевны Ривош (урождённой Шведерской, 1897—1989). Отец погиб от голода в блокадном Ленинграде 19 февраля 1942 года, а в марте Анатолий Шведерский был с матерью эвакуирован в Пятигорск, оттуда в Орджоникидзе и в Томск.
Профессор кафедры актёрского мастерства Академии театрального искусства в Санкт-Петербурге. Среди его учеников такие известные актёры, как Михаил Боярский, Анна Ковальчук, Александр Андреев, Данил Лавренов. В 50-е годы успешно работал в Ленинградском Театре юных зрителей под руководством А. А. Брянцева. Многим запомнился исполнением роли Феликса Дзержинского в спектакле по пьесе М. Шатрова «Именем революции» и других ролей.

## Фильмография
- 1955 — Михайло Ломоносов — эпизод
- 1957 — Дон Кихот — Конкистадор
- 1957 — Его время придёт — эпизод (нет в титрах)
- 1963 — Каин XVIII — офицер полиции (нет в титрах)
- 1964 — Гамлет — французский посол (нет в титрах)
- 1965 — Первый посетитель — одноглазый чиновник
- 1966 — Начальник Чукотки — эпизод, (нет в титрах)
- 1966 — Первая любовь — граф Малевский
- 1968 — Зыковы — Хеверн, компаньон
- 1968 — Интервенция — полковник Несвицкий, (озвучил — Игорь Дмитриев)
- 1968 — Моабитская тетрадь — Казимеж
- 1969 — Смерть Вазир-Мухтара — доктор Макниль, англичанин
- 1970 — Ференц Лист. Грёзы любви (СССР, Венгрия) — кардинал Гогенлоэ
- 1971 — Ночь на 14-й параллели — эпизод
- 1972 — Игрок (СССР, Чехословакия) — крупье
- 1973 — Крах инженера Гарина — Дитц
- 1977 — Блокада — Манштейн
- 1979 — Отелло — Монтано (поёт Станислав Сулейманов)
- 1980 — Рафферти — хозяин мастерской
- 1980 — Приключения Шерлока Холмса и доктора Ватсона — карточный игрок
- 1982 — Похищение чародея — Фридрих фон Кокенгаузен
- 1982 — Монт-Ориоль — доктор Латон
- 1983 — Жизнь Берлиоза
- 1983 — Анна Павлова (СССР, Великобритания, ГДР, Куба, Франция) — эпизод
- 1984 — Блистающий мир — Нэлль, миллиардер
- 1984 — Колье Шарлотты — Эдуард Андреевич Белибин, старший научный сотрудник Эрмитажа
- 1984 — Мой друг Иван Лапшин — артист местного театра
- 1987 — Сказка про влюблённого маляра — эпизод
- 1989 — Сирано де Бержерак — богатый маркиз
- 1990 — Царская охота (СССР, Италия, Чехословакия) — Панин
- 1991 — Молодая Екатерина (Канада, США, Великобритания) — эпизод
- 1991 — Ночь грешников — начальник жандармерии
- 1991 — Сократ — Ферамен, афинский политик
- 1993 — Грехъ. История страсти — монах
- 1993 — Мадемуазель О. (Россия, Франция) — эпизод
- 1993 — Окно в Париж (Россия, Франция) — дирижёр
- 1994 — Прохиндиада 2 — француз на приёме
- 1995 — Экспресс до Пекина (Великобритания, Канада, Россия) — доктор
- 1996 — Наследник (США)
- 1998 — Хрусталёв, машину! — врач / свидетель в клинике / в гостинице (нет в титрах)
- 1999 — Молох — Пастор
- 2002 — Дневник убийцы — Николас Кивелиди, старик-грек
- 2003 — Любовь императора — князь Горчаков
- 2003 — Русский ковчег — маршал
- 2003 — Улицы разбитых фонарей-5 — профессор Павел Николаевич Луговской
- 2003 — Я все решу сама — Людвиг
- 2005 — Господа присяжные — принц Ольденбургский
- 2006 — Вызов-2 — Алексей Максимович Стасов
- 2006 — Травести — дядя Жора
- 2007 — Гончие — Зубов
- 2009 — Татарская княжна — Борис Анреп
- 2010 — Золотое сечение — масон
- 2013 — Трудно быть Богом — монах

## Награды
- Орден Почёта (2002)[5].